# Thereva handlirschi
Thereva handlirschi är en tvåvingeart som beskrevs av Krober 1912. Thereva handlirschi ingår i släktet Thereva och familjen stilettflugor. Arten är reproducerande i Sverige. Inga underarter finns listade i Catalogue of Life.